# Wilhelm Christian Friedrich Moritz
Wilhelm Christian Friedrich Moritz, ab 1836 von Moritz, (* 13. Oktober 1773 in Langensalza; † 27. Januar 1850 ebenda) war ein preußischer Generalmajor.

## Leben

### Herkunft
Seine Eltern waren Christian Christoph Moritz (* 4. Dezember 1737; † 4. Februar 1806) und dessen Ehefrau Johann Christiane, geborene Schwarz. Sein Vater war Obersteuerprokurater sowie Bürgermeister und Deputierter des Kreises Thüringen.

### Leben
Moritz ging in Langensalza zur Schule und kam im Jahr 1788 an die Militärschule nach Dresden. Im Jahr 1790 wurde er Kadett im Infanterie-Regiment „Prinz Clemens“ der Kursächsischen Armee. Während des Ersten Koalitionskrieges kämpfte er bei der Belagerung von Mainz, der Schlacht bei Kaiserslautern sowie den Gefechten bei Ensheim, St. Ingbert, Rohrbach und Blieskastel. Am 14. September 1793 wurde er bei einem Vorpostengefecht bei Spießen verwundet und durch den preußischen General Kalkreuth mit der Goldene Verdienstmedaille ausgezeichnet. In der Zeit wurde er am 11. Juli 1794 zum Fähnrich befördert.
Nach dem Krieg avancierte Moritz am 15. August 1801 zum Sekondeleutnant. Im Vierten Koalitionskrieg wurde er in den Schlachten bei Jena und Friedland verwundet. Ferner kämpfte er in den Gefechten bei Heilsberg, Holm, an der Jesnitenschanze sowie bei den Belagerungen von Danzig und Graudenz.
Nach dem Krieg wurde er am 19. August 1807 zum Premierleutnant und am 6. Juni 1809 zum Hauptmann befördert. Im Fünften Koalitionskrieg kämpfte die Sächsische Armee mit den Franzosen gegen die Österreicher. In der Schlacht bei Wagram erwarb Moritz den Militär-St.-Heinrichs-Orden. Außerdem kämpfte er in den Gefechten bei Linz und Enzesdorf. Im Jahr 1812 nahm er an Napoleons Russlandfeldzug teil. Moritz kämpfte in den Schlachten bei Podobna und Wolkowist und erhielt für das Gefecht bei Kalisch den Orden der französischen Ehrenlegion.
Während der Befreiungskriege kämpfte er in den Schlachten bei Bautzen, Großbeeren, Dennewitz, Leipzig sowie den Gefechten bei Reichenbach und Görlitz als auch den Belagerungen von Torgau und Maulbeuge. Bei Maulbeuge erwarb er sich den Orden des Heiligen Wladimir. In der Zeit wurde er am 23. August 1813 mit Patent vom 27. Juni 1813 zum Major befördert und zum Kommandeur des III. Bataillons im 32. Landwehr-Infanterie-Regiments ernannt.
Am 23. August 1815 wechselt Moritz in preußische Dienste und wurde als Major mit Patent vom 27. Juni 1813 im 2. Thüringischen Landwehr-Infanterie-Regiment angestellt. Am 1. März 1816 wurde er zum Kommandeur des II. Bataillons im Erfurter Landwehr-Regiment und am 12. März 1820 zum Kommandeur des III. Bataillons ernannt. Moritz avancierte am 30. März 1817 zum Oberstleutnant und kam am 31. Januar 1819 zum 2. Merseburger Landwehr-Regiment. Hier stieg er am 9. März 1819 zum Regimentskommandeur auf. Am 12. März 1820 folgte seine Versetzung als Kommandeur in das II. Bataillon des 32. Landwehr-Regiments. Kurz darauf übernahm er am 6. April 1820 das Kommando über das III. Bataillon. Am 18. Juni 1825 wurde er mit Patent vom 21. Juni 1825 zum Oberst befördert. Unter Verleihung des Charakters als Generalmajor wurde Moritz am 27. März 1831 mit der gesetzlichen Pension in den Ruhestand versetzt.
Für seine Leistungen wurde Moritz am 5. Juni 1836 in den erblichen Adelsstand erhoben. Er starb am 27. Januar 1850 in Langensalza, wo er am 30. Januar 1850 dem Alten Friedhof beigesetzt wurde.

### Familie
Moritz heiratete am 23. Mai 1803 in Zimmern bei Langensalza Marie Eleonore Helmbold (* 1779; † 4. Dezember 1860). Sie war die Tochter von Johann Christian Helmbold, einem holländischen Premierleutnant und späterer Oberbaudirektor in Batavia. Das Paar hatte mehrere Kinder:
- Eleonore Adelheid (* 14. Oktober 1804)
- Amalie Hilda (* 16. Oktober 1807)
- Friedrich Karl (* 9. Oktober 1809), Portepeefähnrich im 32. Infanterie-Regiment
- Hilda (* 16. Oktober 1810) ⚭ 1833 Ludwig Ernst von Schlegel, Sekondeleutnant im 20. Infanterie-Regiment
- Theodora Angelike (1818–1893) ⚭ 1856 Karl Friedrich Heinrich von Bülzingslöwen (1815–1879), Ulanen-Regiment Nr. 6[1]